# Partido Renovador Institucional Acción Nacional
Partido Renovador Institucional Acción Nacional (PRIAN) fue un partido político del Ecuador.

## Historia
Noboa se lanzó por primera vez como candidato presidencial en el año 1998 respaldado por el Partido Roldosista Ecuatoriano se distanció lejanamente y en el año 1999 trabajó en el fortalecimiento del incipiente Frente Nacional de Independientes Álvaro Noboa, que dirigía Wilson Sánchez, con quien mantiene una amistad de 25 años. Se conocieron en la Universidad de Guayaquil, donde Noboa estudió derecho, y luego se integró al equipo jurídico de sus empresas, en los últimos diez años se sumaron sus hijos Sylka y José, Durante los últimos cuatro años, el ex aspirante miró de lejos el trabajo de su partido –que hasta abril del 2002 fue un frente de independientes–, “aunque él era la figura gravitante”, explica el asesor político Luis Eladio Proaño, quien dirigió la estrategia de segunda vuelta electoral y ahora trabajaba con los diputados, En 1999, creó el Frente Nacional de Independientes Álvaro Noboa que se transformó en el Partido Renovador Independiente Álvaro Noboa, pero se cambió por Partido Renovador Institucional Acción Nacional (PRIAN), después se postuló nuevamente en los años 2002 y 2006, quedando en las tres candidaturas en un reñido segundo lugar. En las elecciones parlamentarias del 2006 logró la primera fuerza parlamentaria tomando la posta del debilitado Partido Social Cristiano, también conservador. En la Asamblea Constituyente de Ecuador estuvo en cambio como partido minoritario.
Durante los primeros años, el PRIAN tuvo un aceptable apoyo popular, principalmente en sectores rurales de la Región Litoral del Ecuador, debido a las dádivas y ayuda social de Noboa, a cambio de apoyo a su partido. Alcanzó un número considerable de alcaldías de las provincias de la Región Litoral, aunque nunca llegó a tener buenos resultados en las grandes ciudades. Nunca tuvo una clara ideología, ya que en sus filas contaba con personas de poca experiencia política; además, en el Congreso Nacional formaba parte de alianzas de derecha (con el Partido Social Cristiano), y de izquierda (Partido Roldosista Ecuatoriano y Partido Sociedad Patriótica). Este panorama empezó a cambiar después de las elecciones generales de 2006, pues, desde entonces, el PRIAN tuvo un descenso considerable en el número de alcaldías, prefecturas y asambleístas.
El 2 de mayo de 2012, Noboa anunció públicamente que era precandidato a la Presidencia de la República del Ecuador para los comicios del año 2013. Noboa advirtió que el gobierno de Rafael Correa "seguirá usando al SRI para quebrar a Exportadora Bananera Noboa e impedir que se defienda en las cortes como lo han estado haciendo, seguirá controlando el 100% de los tribunales electorales, seguirá atemorizando a la prensa, seguirá impidiendo que se inscriban los movimientos o partidos políticos."
En junio de 2012, el entonces director general del partido, Vicente Taiano, anunció su salida del PRIAN aseverando que Álvaro Noboa lo había desautorizado como líder de bloque en la Asamblea al no aceptar la expulsión del legislador Wladimir Vargas Anda, el mismo que había sido expulsado por Taiano por apoyar el proyecto de Ley de Comunicación impulsado por el Gobierno Central. Como respuesta al anuncio de Taiano, Noboa emitió un boletín de prensa en que exigía a su ex-coideario renunciar a su curul en la Asamblea asegurando que él "no fue elegido gracias a su votación, sino a la mía". Taiano posteriormente pasó a ser parte del partido Sociedad Patriótica 21 de Enero, del expresidente Lucio Gutiérrez.
En las elecciones legislativas de Ecuador de 2013 el PRIAN no obtuvo ningún escaño en la Asamblea Nacional. Por sus malos resultados en las elecciones generales de 2013 y las  seccionales de 2014 en julio de ese año, el CNE quitó al PRIAN su personería jurídica, disolviendo su condición de partido político tras 12 años de existencia.

## Resultados electorales

### Elecciones Presidenciales
| Año  | Candidatos   | Candidatos             | 1a Vuelta | 1a Vuelta | 2a Vuelta | 2a Vuelta | Resultado  |
| Año  | Presidente   | Vicepresidente         | Votos     | %         | Votos     | %         | Resultado  |
| ---- | ------------ | ---------------------- | --------- | --------- | --------- | --------- | ---------- |
| 2002 | Álvaro Noboa | Marcelo Cruz Utreras   | 794,614   | 17.40%    | 2,312,854 | 45.21%    | 2.do Lugar |
| 2006 | Álvaro Noboa | Vicente Taiano Álvarez | 1,464,251 | 28.83%    | 2,689,418 | 43.33%    | 2.do Lugar |
| 2009 | Álvaro Noboa | Annabella Azín Arce    | 789,021   | 11.40%    |           |           | 3.er Lugar |
| 2013 | Álvaro Noboa | Annabella Azín Arce    | 319,956   | 3.72%     |           |           | 5.to Lugar |

### Elecciones Legislativas
|  | 12.23 % |

|  | 24.09 % |

|  | 6.15 % |

|  | 5.64 % |

|  | 00.00 % |

### Elecciones Seccionales
|  | 4.54 % |

|  | 8.67 % |

|  | 0.00 % |

|  | 0.45 % |